# Tragogomphus guineensis
Tragogomphus guineensis é uma espécie de libelinha da família Gomphidae.
É endémica de Guiné Equatorial.
Os seus habitats naturais são: florestas subtropicais ou tropicais húmidas de baixa altitude.